# Truppenfahnen der Bundeswehr
Die Truppenfahnen der Bundeswehr wurden vom Bundespräsident Heinrich Lübke am 18. September 1964 per Anordnung für Bataillone und entsprechende Verbände „als äußeres Zeichen gemeinsamer Pflichterfüllung im Dienst für Volk und Staat“ gestiftet.

## Aussehen
Die „Anordnung über die Stiftung der Truppenfahnen für die Bundeswehr“ (BwFahnAnO) wurde am 18. September 1964 (BGBl. I S. 817) veröffentlicht (Textnachweis ab 20. Oktober 1964). Demnach bestehen sie aus einem quadratischen 1 × 1 m großen Tuch mit den Farben Schwarz-Rot-Gold und dem Bundesschild. Der Rand ist mit goldfarbenen Borten eingefasst, und das Tuch ist an einem schwarz lackierten Fahnenstock aus Holz befestigt. An der Spitze des Stocks ist ein Eisernes Kreuz, eingefasst in einen Lorbeerkranz, als historisches Symbol soldatischer Pflichterfüllung angebracht. Lediglich am sogenannten Fahnenring, der unter dem Eisernen Kreuz befestigt ist, ist der Einheitenname eingraviert und macht zusammen mit dem jeweiligen truppenbezogenen Fahnenband die Fahne individuell.

Truppenfahne der Bundeswehr Abmessung: 1 × 1 Meter
Zum Vergleich: Dienstflagge der Bundesbehörden (Bundesdienstflagge) der Bundesrepublik Deutschland

## Geschichte

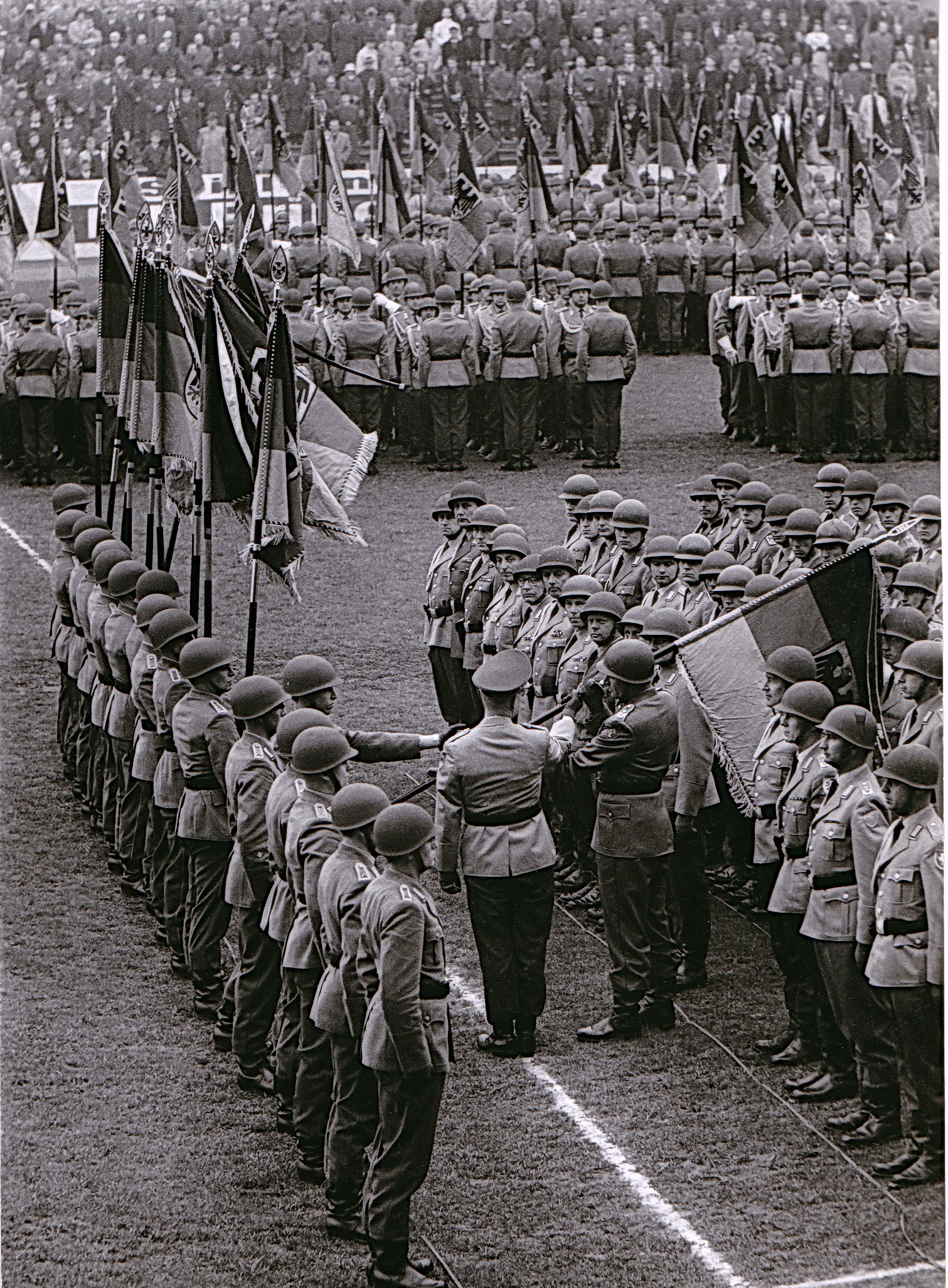
Übergabe der Truppenfahnen an das Heer am 24. April 1965 im Preußenstadion in Münster – hier übergibt Generalleutnant Ulrich de Maizière als Inspekteur des Heeres persönlich die Truppenfahnen an 17 ausgewählte Bataillone.

Nach der Niederlage im Zweiten Weltkrieg stieß die Wiederaufstellung von Streitkräften auf wenig Gegenliebe bei Teilen der bundesdeutschen Bevölkerung. Um daher nicht gleich durch Übernahme alter Traditionen den Gegnern Angriffsfläche zu verschaffen, verzichtete man bei der Gründung der Bundeswehr 1955 auf die Einführung von Truppenfahnen. Das erwies sich aber bald als unhaltbare Situation, da alle anderen NATO-Staaten Truppenfahnen mit sich führten und die Bundeswehr bald auf Probleme im internationalen militärischen Zeremoniell stieß (ersatzweise verwendeten Einheiten alte Fahnen aus der Zeit vor 1918 oder führten einfache schwarz-rot-goldene Fahnen bei offiziellen Anlässen mit sich).
Bundespräsident Heinrich Lübke verlieh dem Wachbataillon beim Bundesministerium der Verteidigung (WachBtl BMVg) in Bonn die erste Truppenfahne am 7. Januar 1965. Am 24. April 1965 traten Abordnungen von 319 Bataillonen des Heeres zusammen mit den Abordnungen der Luftwaffe in Münster an, um aus der Hand ihrer Inspekteure (Inspekteur des Heeres, Inspekteur der Luftwaffe) die Truppenfahnen entgegenzunehmen. Zeitgleich erhielt die Deutsche Marine auf dem Gelände der Marineunteroffizierschule in Plön ihre Truppenfahnen vom Inspekteur der Marine.

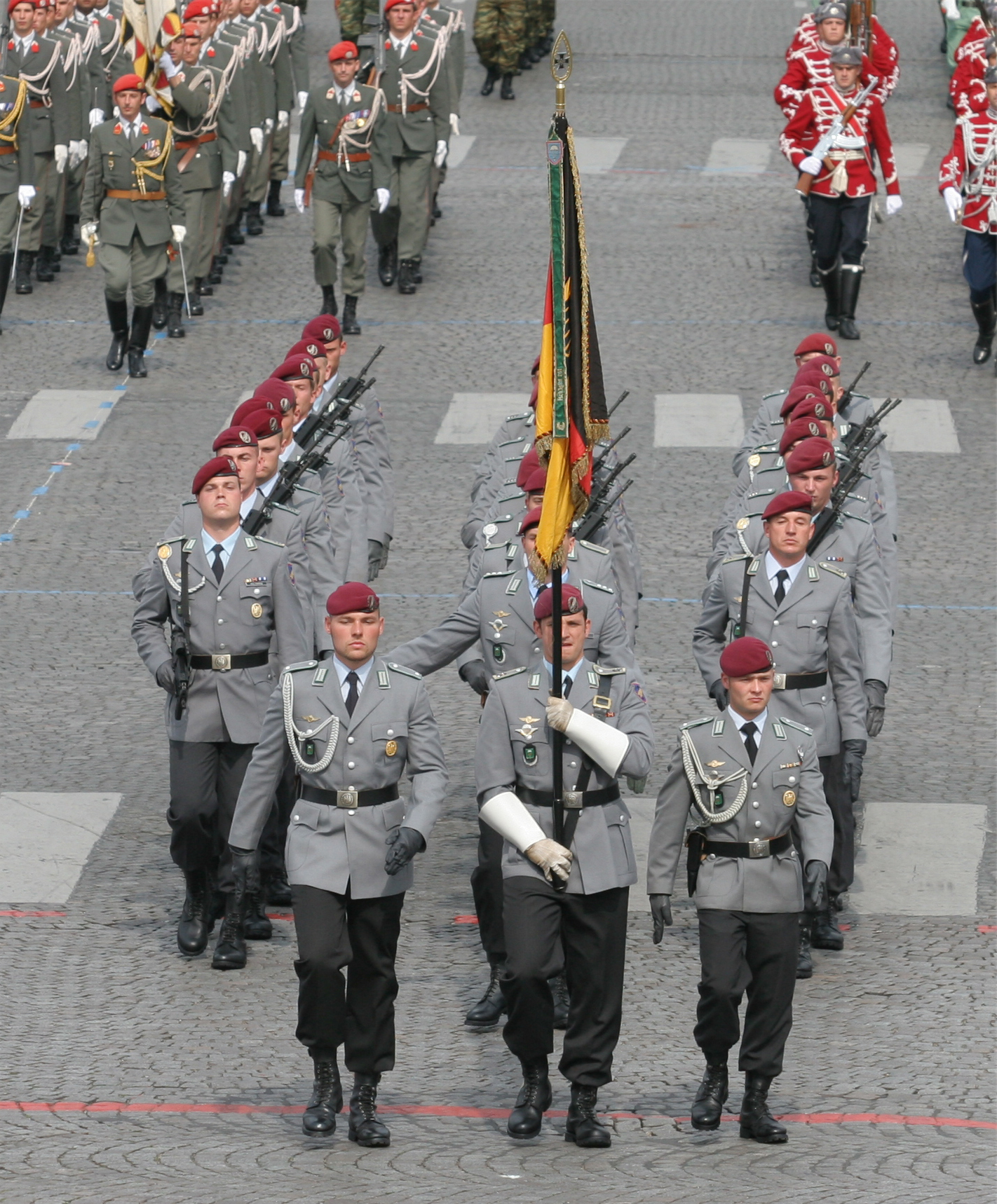
Fallschirmjäger der Saarlandbrigade während der Parade zum französischen Nationalfeiertag in Paris am 14. Juli 2007. Im Vordergrund die Truppenfahne des Fallschirmjägerbataillon 261 mit dem Fahnenband des Saarlands

Mitte der 1990er Jahre erhielten auch Regimenter, Höhere Kommandobehörden und Schulen ihre Truppenfahnen.
Die erste Truppenfahne der Bundeswehr befindet sich heute in den Beständen des Wachbataillons beim BMVg (Bendlerblock) in Berlin. Als Symbol für die Integration der Bundeswehr in das Staatsgefüge und ihre Verpflichtung auf die freiheitliche demokratische Grundordnung ist die Truppenfahne fester Bestandteil einer eigenen Tradition der Bundeswehr in der Demokratie.

## Verwendung und Bedeutung
Aufbewahrt werden die Truppenfahnen der Bundeswehr üblicherweise in den Dienstzimmern der Kommandeure der jeweiligen Verbände. Beim Einsatz im Rahmen eines militärischen Zeremoniells wird die Fahne vom Fahnenkommando übernommen, das aus zwei Offizieren der unteren Offizierdienstgrade und einem Unteroffizier mit Portepee, meist einem dienstälteren Haupt- oder Stabsfeldwebel, als Fahnenträger besteht. Der Unteroffizier als eigentlicher Fahnenträger übt dieses Ehrenamt üblicherweise über einen längeren Zeitraum aus, die Offiziere hingegen werden von Anlass zu Anlass neu bestimmt. Beim Einsatz als Fahnenkommando tragen die Offiziere eine silberne Fangschnur als Zeichen der Verwendung im protokollarischen Ehrendienst, der fahnentragende Unteroffizier weiße Stulpenhandschuhe als Zeichen seiner besonderen Aufgabe (siehe Bild rechts).

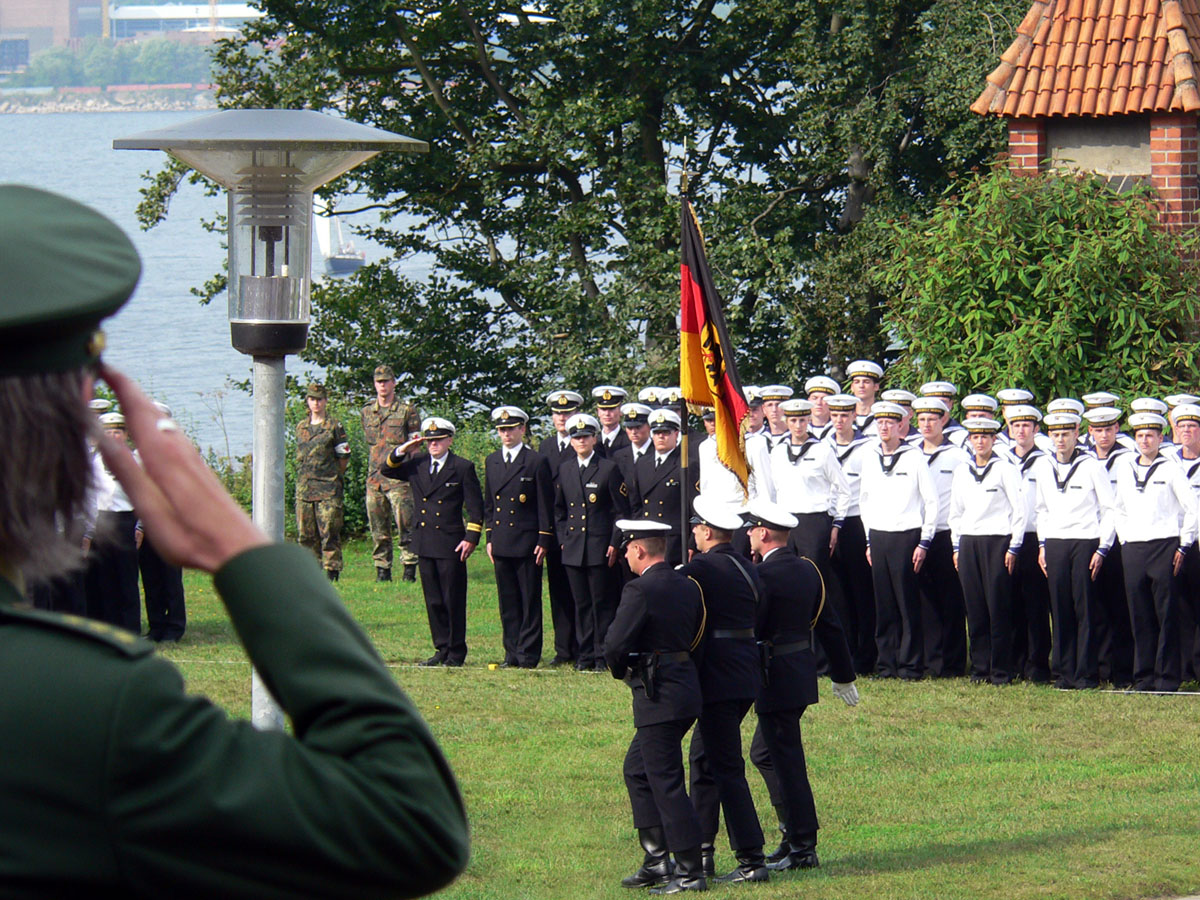
Beim Vorbeimarsch der Truppenfahne erweisen uniformierte Gäste und der Führer der angetretenen Formation der Truppenfahne den militärischen Gruß. Alle anderen in der Formation (hier Ausbilder und zur Vereidigung angetretenen Offizieranwärter der Crew VII/06) grüßen durch Blickwendung.

Truppenfahnen spielen im Selbstverständnis der Bundeswehr eine große Rolle, insbesondere bei Empfängen mit militärischen Ehren, Gelöbnissen und Vereidigungen. Werden Truppenfahnen im Rahmen solcher oder entsprechender Ereignisse im marschierenden Verband mitgeführt, haben Soldaten in Uniform ihnen gegenüber den militärischen Gruß zu erweisen. Bei organisierten Veranstaltungen werden häufig auch die Zuschauer über Programmhefte bzw. Ansagen aufgefordert, sich beim Bewegen der Truppenfahne zu erheben. Eine in einer Ehrenformation eingetretene Truppenfahne wird beim Abschreiten der Front im Gegensatz zur alten kaiserlichen Armee und Wehrmacht nicht gesenkt.
Die Truppenfahnen der Bundeswehr werden nur bei folgenden Gelegenheiten gesenkt:
- Gelöbnis; ausgewählte Rekruten legen beim Sprechen der Gelöbnisformel ihre Hände auf die Fahne.
- Totenehrung; beim Vorbeitragen des Sarges an der Ehrenformation und beim Lied Ich hatt’ einen Kameraden.
- Anbringen zusätzlicher Fahnenbänder; verliehen von Repräsentanten des Staates oder ausländischen Staatsgästen zu besonderen Anlässen.

Beim Senken der Fahne soll das Tuch im Gegensatz zu manchen anderen Ländern den Boden nicht berühren. In Großbritannien oder Österreich legt der Fahnenträger bei Vorbeischreiten des Staatsoberhauptes oder bei Abnahme der Parade den Fahnenstock auf den Boden auf, so dass das Tuch ganz auf dem Boden zu liegen kommt.

## Verbleib
Ausgesonderte Truppenfahnen können nach Genehmigung der zuständigen höheren Kommandobehörde an geeigneter Stelle beim Truppenteil zur Traditionspflege auf- oder ausgestellt werden. Truppenfahnen aufgelöster Truppenteile oder außer Dienst gestellter Schiffe, deren Tradition weiter gepflegt wird, verbleiben grundsätzlich innerhalb der Bundeswehr. Sie können mit Genehmigung der zuständigen höheren Kommandobehörde als Zusatzausstattung entweder dem Truppenteil, der die Traditionspflege des aufgelösten Verbandes übernimmt, dem mit Organisationsbefehl festgelegten Nachfolgeverband, der nächsten gemeinsamen Ebene des aufzulösenden Verbandes und des Nachfolgeverbandes, den militärischen Einrichtungen mit zentraler Bedeutung (z. B. Schulen der Bundeswehr) oder den musealen Einrichtungen der Bundeswehr (z. B. dem Militärhistorischen Museum der Bundeswehr) übergeben werden. Eine Übergabe an Militärmuseen außerhalb der Bundeswehr bedarf der Zustimmung des BMVg, Referat FüSK III 3. Ist eine würdige Aufstellung oder Aufbewahrung von ausgesonderten Truppenfahnen zur Traditionspflege nicht gewährleistet, sind die Truppenfahnen an das Bundeswehrdepot Süd zurückzuliefern. Die Regelungen für Truppenfahnen gelten für Fahnenbänder und -ringe entsprechend.